# Raionul Tulcin, județul Tulcin

Raionul Tulcin a fost unul din cele patru raioane ale județului Tulcin din Guvernământul Transnistriei între 1941 și 1945.